# Antyfona
Antyfona (gr. „przeciwgłos”, „naprzemienna odpowiedź”) – w liturgii chrześcijańskiej werset rozpoczynający i kończący modlitwę – najczęściej psalm lub kantyk (pieśń), często zaczerpnięty z Psalmów lub innych ksiąg Pisma Świętego.
W chorale gregoriańskim antyfony to różne typy śpiewów, np. antyfony psalmowe czy antyfony mszalne. Wywodzą się one na ogół z praktyki wykonywania tekstów liturgicznych przez dwa chóry, recytujące lub śpiewające na przemian (śpiew antyfonalny). Zostały przejęte przez Kościół zachodni w IV w. z obrządku syryjskiego (śpiew ambrozjański).
Antyfony zwykle podkreślają obchodzone właśnie święto liturgiczne lub bieżące czytania biblijne. W liturgii bizantyńskiej antiphanon oznacza albo grupę trzech psalmów, albo grupę wersetów śpiewanych pomiędzy pierwszymi litaniami Boskiej Liturgii.
1. W Liturgii godzin Kościoła rzymskokatolickiego szczególne miejsce zajmują antyfony kantyków ewangelicznych (Kantyku Zachariasza w Jutrzni i Magnificat w Nieszporach), a ich linia melodyczna jest szczególnie zdobna. Antyfony do pieśni Magnificat śpiewane w drugiej części adwentu (17-23 grudnia) to tzw. Wielkie Antyfony, zwane również Antyfonami „O”. Każda z nich zaczyna się od określenia Zbawiciela jednym z Jego tytułów, np. „O Radix” – „O Korzeniu” (Różdżko Jessego), „O Sapientia” – „O Mądrości”. Pierwsze litery tytułów Jezusa Chrystusa tworzą akrostych – czytane od końca (tzn. od dnia 23 grudnia do 17 grudnia) tworzą zdanie „Ero cras” – łac. „Będę jutro”.
2. W Komplecie (Modlitwie na zakończenie dnia) – ostatniej godzinie Liturgii Godzin, występuje modlitwa, która kończy Liturgię Godzin danego dnia, tzw. Antyfona kończąca. Ma ona treść maryjną, zmienną w zależności od okresu liturgicznego:
- na czas adwentu oraz Bożego Narodzenia przeznaczona jest antyfona Matko Odkupiciela (Alma Redemptoris);
- w okresie wielkiego postu w użyciu jest antyfona Witaj, niebios Królowo (Ave Regina caelorum);
- podczas Okresu Wielkanocnego używana jest antyfona Królowo nieba (Regina caeli);
- w okresie zwykłym śpiewana jest Witaj, Królowo (Salve, Regina), Pod Twoją obronę (Sub tuum praesidium) lub dopuszczona w Polsce Bogurodzica, Dziewica.

3. W tradycyjnej liturgii Mszy św. występują trzy antyfony, przypisane do śpiewów procesyjnych: na wejście (Introit), na ofiarowanie (Offertorium), na Komunię (Communio). Są to tzw. śpiewy zmienne, ponieważ na różne dni liturgiczne przewidziane są różne zestawy antyfon i psalmów. Od antyfony Introitu pochodzą nazwy większości niedziel w tradycyjnym kalendarzu liturgicznym, np. Niedziela „Ad te levavi” (I Niedziela Adwentu, a zarazem pierwszy dzień roku liturgicznego), czy Niedziela Laetare (IV Niedziela wielkiego postu). W zwyczajnej formie rytu rzymskiego (tzw. mszy posoborowej) występują dwie antyfony: na wejście i na Komunię. 
4. Antyfonami bywają nazywane także krótkie modlitwy, np. po litaniach, różańcu, w godzinkach czy inne modlitwy do użytku prywatnego. Encyklopedia Staropolska Zygmunta Glogera podaje przykład takiej antyfony:
„Najpospolitszą jest antyfona, drukowana pod obrazkami Matki Boskiej Częstochowskiej, które w r. 1860 zaczęły rozchodzić się setkami tysięcy: «Nie racz pamiętać Panie na występki nasze, albo rodziców naszych i racz nie karać nas za grzechy nasze»."
5. Utwory muzyczne do użytku liturgicznego, oparte na tekstach antyfon.